# Olivia Sudjic
Olivia Sudjic (Londres, 1988) es una escritora de ficción británica. Su primer libro, Sympathy, fue publicado en 2017 y fue descrito por The Independent como «...una complicada disección —a veces confusa, pero siempre inteligente— de la intimidad y la interacción en la era digital».

## Biografía
Sudjic nació en Londres, Inglaterra, hija de Deyan Sudjic y Sarah Miller. Su padre es periodista y director del Design Museum de Londres y su madre es la editora fundadora de la revista Condé Nast Traveller. Estudió Literatura Inglesa en la Universidad de Cambridge, donde ganó el Premio E.G. Harwood de Literatura Inglesa. Sobre el arte de escribir, ella cree que «las novelas son comparables a los medios sociales o a la creación de perfiles en línea porque uno empieza y piensa que va a conocer a esta persona. Pero esta persona no es real. Está todo inventado, y te estás proyectando en ello».
Su obra Sympathy (2017) gira en torno a una mujer de veintitantos años que visita Nueva York y que se obsesiona con una mujer mayor a través de la aplicación Instagram. El libro es reconocido por abordar las diferencias generacionales: «Una niña de la era de los algoritmos se da cuenta de todo pero conoce el valor y el significado de nada». En cuanto a la estructura, se asemeja a la experiencia desarticulada de navegar por Internet, reforzando así el enfoque de la historia en la tecnología.
Las críticas de Sympathy fueron positivas. The New Republic se refiere a la novela como «un debut notable, y con la llegada de una novelista así podremos finalmente dar la bienvenida a nuestro futuro tecno-distópico con los brazos abiertos». Según The Guardian, Sympathy es la primera gran novela que trata sobre la obsesión y la tecnología de los teléfonos inteligentes. La novela también fue mencionada en Vanity Fair, The Financial Times, The Spectator, The Telegraph, Elle, Esquire, Star Tribune, The Times, The New Yorker y Vice, entre otros.
Originaria del Reino Unido, Sudjic comenzó a escribir Sympathy en 2014 mientras estaba con su abuela en Manhattan. La ciudad de Nueva York terminó convirtiéndose en parte integral de la historia, representando la «....búsqueda y anhelo de conexión del protagonista». Al principio, Sudjic tenía la intención de escribir una novela histórica, pero cambió de opinión y situó la historia en la época contemporánea. Sympathy ha sido descrita como una obra feminista, con Sudjic afirmando que Internet está dominada por los hombres y también que las escritoras están más presionadas para hablar de sus vidas personales que sus contrapartes masculinas.
Sudjic está trabajando actualmente en su segunda novela, Exposure, que será publicada por Peninsula Press.